# Tistarite
La tistarite, de symbole Tta, est un minéral extrêmement rare, de formule Ti2O3. C'est le seul représentant naturel connu de l'oxyde de titane(III).

## Histoire
La tistarite a été découverte en 2008 dans la météorite d'Allende. Son nom fait référence au titane (Ti) et au fait que c'est probablement l'un des premiers solides formés par condensation directe concomitamment à la formation du Soleil (star, le mot anglais pour « étoile »).
La première occurrence terrestre connue de tistarite a été trouvée lors de l'exploration minière dans le manteau supérieur sous le mont Carmel, en Israël en 2016. Depuis, elle a été aussi vue en Ukraine et en Russie.

## Chimie et géochimie
En termes de chimie, c'est l'analogue titane de l'hématite, du corindon, de l'eskolaïte et de la karélianite. Les autres minéraux de formule générale a2O3 sont l'arsénolite, l'avicennite, la claudétite, la bismite, la bixbyite, la kangite, la sphaérobismoïte, l'yttriaïte-(Y) et la valentinite. La tistarite et la grossmanite - toutes deux trouvées dans la célèbre météorite d'Allende (tout comme la kangite) - sont les seuls minéraux actuellement connus contenant du titane trivalent. Le titane dans les minéraux est presque exclusivement tétravalent,,.